# Oxydia falcaturata
Oxydia falcaturata är en fjärilsart som beskrevs av Charles Oberthür 1911. Oxydia falcaturata ingår i släktet Oxydia och familjen mätare. Inga underarter finns listade i Catalogue of Life.